# Pulnoy
Pulnoy là một xã trong vùng Grand Est, thuộc tỉnh Meurthe-et-Moselle, quận Nancy, tổng Seichamps. Tọa độ địa lý của xã là 48° 42' vĩ độ bắc, 06° 15' kinh độ đông. Pulnoy nằm trên độ cao trung bình là 250 mét trên mực nước biển, có điểm thấp nhất là 210 mét và điểm cao nhất là 305 mét. Xã có diện tích 3,74 km², dân số vào thời điểm 1999 là 4751 người; mật độ dân số là 1270 người/km².

## Thông tin nhân khẩu
| 1962 | 1968 | 1975  | 1982  | 1990  | 1999  |
| ---- | ---- | ----- | ----- | ----- | ----- |
| 176  | 901  | 1 657 | 3 215 | 4 031 | 4 751 |

## Các thành phố kết nghĩa
- Gau-Odernheim, Đức,